# Občina Tutrakan
Občina Tutrakan je občina v provinci Silistra na severovzhodu Bolgarije. Leži ob desnem bregu reke Donave v Podonavski nižini. Ime je dobila po svojem upravnem središču - mestu Tutrakan.
Občina zajema 448,35 km² ozemlja na katerem živi 16.920 prebivalcev (december 2009).

## Naselja
Občino Tutrakan sestavlja 15 krajev:
| Mesto / vas | Bolgarsko ime | Prebivalstvo (December 2009) |
| ----------- | ------------- | ---------------------------- |
| Tutrakan    | Тутракан      | 9.476                        |
| Antimovo    | Антимово      | 60                           |
| Belica      | Белица        | 612                          |
| Brenitsa    | Бреница       | 234                          |
| Dunavets    | Дунавец       | 20.                          |
| Nova Cherna | Нова Черна    | 1.763                        |
| Požarevo    | Пожарево      | 129                          |
| Preslavtsi  | Преславци     | 574                          |
| Staro Selo  | Старо село    | 997                          |
| Shumentsi   | Šumenci       | 548                          |
| Syanovo     | Сяново        | 112                          |
| Tarnovtsi   | Търновци      | 447                          |
| Car Samuil  | Цар Самуил    | 1,486                        |
| Carev Dol   | Царев дол     | 81                           |
| Varnentsi   | Варненци      | 381                          |
| Skupaj      |               | 16.920                       |

## Prebivalstvo
| Narodna sestava v Občini Tutrakan (2011) | Narodna sestava v Občini Tutrakan (2011) | Narodna sestava v Občini Tutrakan (2011) | Narodna sestava v Občini Tutrakan (2011) | Narodna sestava v Občini Tutrakan (2011) |
| ---------------------------------------- | ---------------------------------------- | ---------------------------------------- | ---------------------------------------- | ---------------------------------------- |
|                                          |                                          |                                          |                                          |                                          |
| Bolgari                                  | Bolgari                                  |                                          | 67.3%                                    | 67.3%                                    |
| Turki                                    | Turki                                    |                                          | 26.7%                                    | 26.7%                                    |
| Romi                                     | Romi                                     |                                          | 5.1%                                     | 5.1%                                     |
| ostali                                   | ostali                                   |                                          | 0.9%                                     | 0.9%                                     |

### Narodna sestava
V občini Tutrakan prevladujejo Bolgari, sledijo jim Turki in Romi.

Po popisu prebivalstva leta 2011 je prevladovala populacija pravoslavnih kristjanov.
| Verska sestava v Občini Tutrakan | Verska sestava v Občini Tutrakan | Verska sestava v Občini Tutrakan | Verska sestava v Občini Tutrakan | Verska sestava v Občini Tutrakan |
| -------------------------------- | -------------------------------- | -------------------------------- | -------------------------------- | -------------------------------- |
|                                  |                                  |                                  |                                  |                                  |
| Pravoslavni kristjani            | Pravoslavni kristjani            |                                  | 61.7%                            | 61.7%                            |
| Rimokatoliki                     | Rimokatoliki                     |                                  | 0.4%                             | 0.4%                             |
| Protestanti                      | Protestanti                      |                                  | 0.6%                             | 0.6%                             |
| Islamska vera                    | Islamska vera                    |                                  | 23.6%                            | 23.6%                            |
| Ne verni                         | Ne verni                         |                                  | 3.6%                             | 3.6%                             |
| Ostali                           | Ostali                           |                                  | 10.1%                            | 10.1%                            |